# Castillo de Rocafort de Queralt
El Castillo de Rocafort de Queralt es un antiguo castillo del municipio de Rocafort de Queralt, provincia de Tarragona, construido en el siglo XI y restaurado completamente en 1964. Está declarado como a Bien de Interés Cultural en la categoría de monumento histórico.

## Descripción
El castillo fue completamente restaurado en 1964, con material procedente del pueblo abandonado de Torlanda, en el municipio de Conesa, donde había otro castillo abandonado. Se construyeron dos torres rematadas con almenas y un muro que cierra todo el recinto.
De la antigua muralla que cerraba todo el pueblo, se conservan dos puertas. Una de ellas, conocida como Sarral o del Bonet, se encuentra en la calle Libertad; es de arco de medio punto abovedado y rematado con un matacán. La otra puerta, conocida como Conesa o del Groc, se encuentra en la calle de la Fuenta; es de arco rebajado.

## Historia
La primera referencia segura que nos ha llegado del lugar de Rocafort se remonta al año 1076, cuando los condes Ramón Berenguer II y Berenguer Ramón II donaron a Bofill Oliba el lugar de Anguera y entre las indicaciones del lugar se cita ipso molar de ipsa Rocha (los molinos de la Roca).
La primera mención del castillo es del año 1178, cuando se cita como uno de los límites del castillo de Torlanda en una donación que se hizo al rey Alfonso II de Aragón|Alfonso II de Aragón y I conde de Barcelona]], el casto. En 1193, Berenguer de Clariana afirma en su testamento que los derechos sobre este y otros castillos los heredó de su bisabuelo Guerau Guitard, y los deja en herencia a sus hijos, Berenguer y Bernat. . 
En el siglo XIII era propiedad de la familia Queralt. El castillo de Rocafort fue el centro de la Baronía de Rocafort de Queralt, que pasó en el siglo XV a los Centelles, condes de Oliva. En el siglo XVI, el castillo fue vendido a Juan de Armengol, barón de Rocafort. En el siglo XIX pasó a los Peguera, marqueses de Foix, hasta el año 1881.
A mediados del siglo XX, Julio Bonet Ninot restaura el edificio, en 1964, con piedras procedentes del pueblo abandonado de Torlanda.